# Dandaka

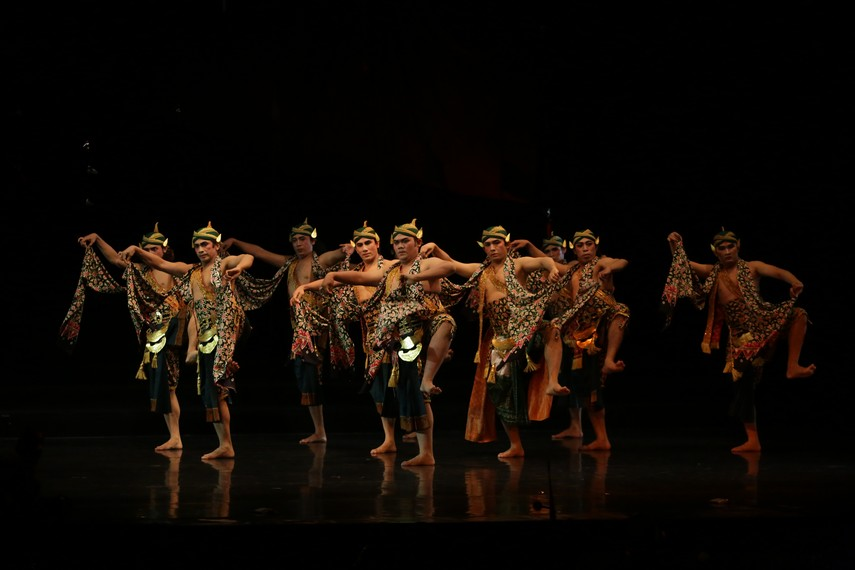
Représentation javanaise de l'exil de Rāma et Sītā dans la forêt de Dandaka

Dandaka (sanskrit : दंडक, IAST: Modèle:IAST), encore appelée Dandakaranya (aranya veut dire "forêt" en sanskrit) est le nom d'une forêt mentionnée dans des textes anciens indiens, notamment l'épopée du Ramayana. C'était le territoire du royaume de Danda, habité par les démons Rakshasa.
Dandaka est le lieu d'exil de Rāma et Sītā dans l’Aranyakânda (अरण्यकाण्डम्) ou Livre de la forêt, le 3e du Ramayana.

## Emplacement

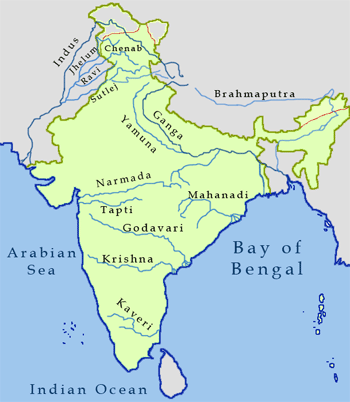
Carte des fleuves de l'Inde : on voit la Yamuna et la Narmada dans le nord du pays, et le Godavari et la Krishna dans le centre

Le Ramayana décrit Dandaka comme une vaste forêt. Certains passages la représentent comme commençant juste au sud de la Yamuna, un affluent du Gange et l'une des sept rivières sacrées de l'Inde. L'emplacement de la forêt est objet de débat. D'après l'historien indien Bimala Chum Law, elle couvrait la presque totalité de l'Inde centrale, du Bundelkund au fleuve Krishna. Pour l'indologue britannique John Dowson, Dandaka s'étendait entre les fleuves Godavari et Narmada.